# Merganso-grande

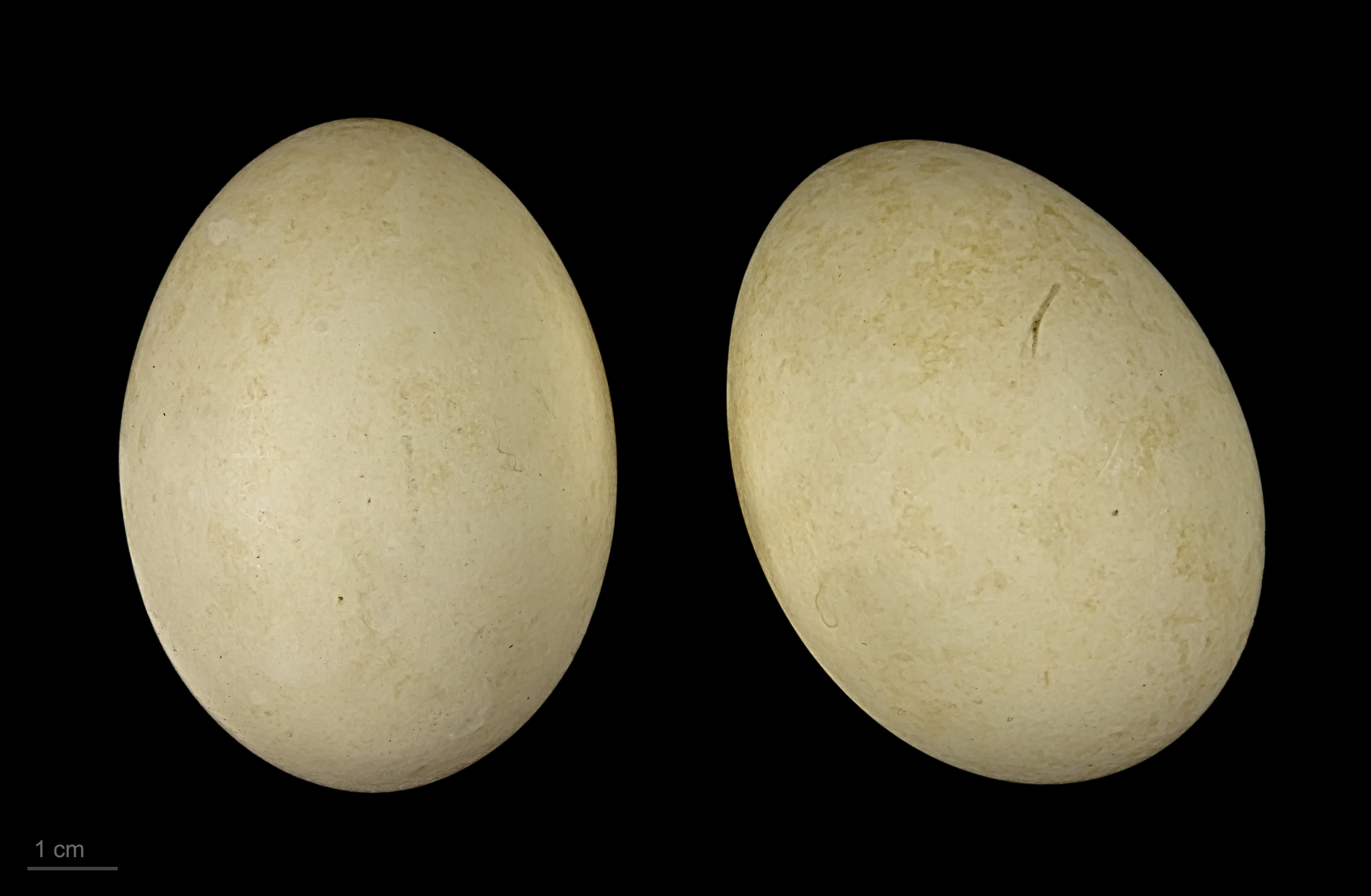
Mergus merganser - MHNT

O merganso-grande (Mergus merganser) é uma ave pertencente à ordem Anseriformes. Tal como os outros mergansos, tem um bico fino e pontiagudo. O macho tem a cabeça verde e a fêmea a cabeça ruiva.
Este merganso tem uma distribuição holárctica, nidificando na Fino-Escandinávia, na Islândia, na Gronelândia, no Canadá, no Alasca e na Sibéria. As populações europeias invernam em latitudes temperadas, sendo a espécie muito rara na Península Ibérica.